# ハンフリー・ナイプ
ビクター・ハンフリー・ナイプ（Victor Humphry Knipe、1941年9月20日 - 2023年1月16日）は、南アフリカ出身の社会学・歴史の著作家、ポルノ映画の脚本家・監督、ウェブサイト管理者。彼は5か国語に翻訳された社会学の書籍『支配型人間 : あなたはそれになれるか (The Dominant Man: The Pecking Order in Human Society)』の共同執筆者で、皇帝ネロと占星術について書いた歴史小説『The Nero Prediction』で2006年のIndependent Publisher Book Award（独立系の著者、出版者に与えられる賞）で「最優秀歴史小説賞 (Best Historical Fiction)」を獲得した。

## 来歴
ハンフリー・ナイプは南アフリカ共和国（当時南アフリカ連邦）・北ケープ州キンバリーで生まれた。ローズ大学で歴史と英語を専攻し、同校を卒業した。
彼は1960年代にイングランドに移住し、将来の妻となるエロティック・カメラマンのスーズ・ランドールに出会った。2人は1975年にロサンゼルスに移住し、ヒュー・ヘフナーのプレイボーイ御殿での彼らの経験について『Suze』という本を書いた。ヘフナーはこの本が気に入らず、彼らが邸宅に入るのを禁じた。
1980年代の大部分をナイプは執筆活動と、スーズ・ランドールが製作したポルノ映画の数本をビクター・ナイ (Victor Nye) 名義で監督する事に費やした。彼らが起用した有名女優の1人に、後に未成年であった事が発覚したトレイシー・ローズがいた。
夫妻は2009年2月現在、カリフォルニア州マリブ住み、ナイプはランドールの成人向サイトを管理している。またファーストネームのビクター・ナイプ (Victor Knipe) 名義でハーレン・エンタープライズ ( Haaren Enterprises) を運営し、スーズ・ランドール・プロダクションの仕事の多くを取り仕切っている。
彼らには3人の子供がおり、その内の1人が母親同様にエロティック・カメラマンになったホリー・ランドールで、両親のビジネスを手助けしている。

## 著書
- The Dominant Man: The Pecking Order in Human Society, with George Maclay, 1972, ISBN 0-285-62028-2（原著）
  - ジョージ・マクレイ共著 『支配型人間 : あなたはそれになれるか』 井上勇訳、時事通信社、1972年（原著1972-5-4）ASIN B000J9OFAS（訳書）。
- Suze, with Suze Randall, 1977, ISBN 0-900735-42-2
- The Nero Prediction, 2005, ISBN 0-9760822-2-5

## 映画
- 『Star Virgin』(1979年) - 脚本
- 『Kiss and Tell』(1980年) 別名『KOCK-FM 69』 - 脚本
- 『Love Bites』(1985年) - 監督・脚本
- 『Too Naughty to Say No』(1985年) - 監督
- 『Unveiled』(1986年) - 監督
- 『Sky Foxes』(1987年) - 監督
- 『Erotic Eye』(1995年) 別名『Suze Randall's Erotic Eye』 - 監督・編集・製作